# 19364 Семафор
19364 Семафор (19364 Semafor) — астероїд головного поясу, відкритий 21 вересня 1997 року.
Тіссеранів параметр щодо Юпітера — 3,329.